# Loscouët-sur-Meu
Loscouët-sur-Meu település Franciaországban, Côtes-d’Armor megyében. Lakosainak száma 644 fő (2022. január 1.). Loscouët-sur-Meu Illifaut, Plumaugat, Trémorel, Gaël és Saint-Méen-le-Grand községekkel határos.

## Népesség
A település népességének változása:
| Lakosok száma | 700  | 622  | 631  | 642  | 641  | 646  | 629  | 626  | 628  | 644  |
|               | 1968 | 1982 | 1990 | 2006 | 2013 | 2015 | 2017 | 2019 | 2020 | 2022 |